# Смехнова-Благоевич, Светлана Фёдоровна
Светла́на Фёдоровна Смехно́ва-Благо́евич (род. 3 октября 1950, СССР) — актриса театра и кино.

## Биография
Родилась 3 октября 1950 года.
В 1976 году окончила ВГИК, мастерская Сергея Герасимова и Тамары Макаровой.
В 1979 году вышла замуж за югославского актёра Драгана Благоевича и в том же году уехала в Югославию. В браке родились сын Михаил и дочь Настя. В 1994 году супруги развелись.
В настоящее время[когда?] живёт и работает в Москве.

## Творчество

### Роли в театре
- «Мёртвые души» Н. В. Гоголя. Режиссёр: Путник — Манилова
- «Выртлок» — эпизод.
- «Кроткая» Ф. М. Достоевского — Кроткая
- «Ведьма» А. П. Чехова. Режиссёр: Д. Благоевич — Раиса
- «Отель свободных взглядов» Ж. Фейдо — Виктория
- «Високосный год», реж. Эракович — Персида
- «Голубая кровь» М. Ковая, реж. Микунович — Итана
- «Робеспьер», реж. Эракович — Шарлотта Корде
- «Hi-Fi» Стефановский. Режиссёр: Д. Благоевич

### Фильмография
- 1968 — Маленький школьный оркестр — контрабасистка
- 1968 — Урок литературы — танцующая девушка (нет в титрах)
- 1969 — Весёлое волшебство — Василиса Прекрасная, внучка Акулины Ивановны
- 1969 — Берег принцессы Люськи — Люська
- 1969 — Жди меня, Анна — Ластикова Анна
- 1971 — Комитет 19-ти — Наташа, дочь Смоленцова
- 1971 — Сестра музыканта — Алина
- 1973 — Был настоящим трубачом
- 1974 — Дочки-матери — Аня Васильева
- 1979 — Таёжная повесть — Эля
- 1988 — Семь дней надежды
- 1988 — Чёрный коридор
- 1997 — Война окончена. Забудьте… — Ульяна Степановна
- 2001 — Леди Босс
- 2003 — Стилет — Лариса Родионова
- 2006 — Капитанские дети — мать Георгия
- 2008 — Знахарь — Лида, тётя Леонида и Константина из Конаково

### Участие в фильмах
- 2010 — Михаил Кононов. Весь мир против меня